# Arcform

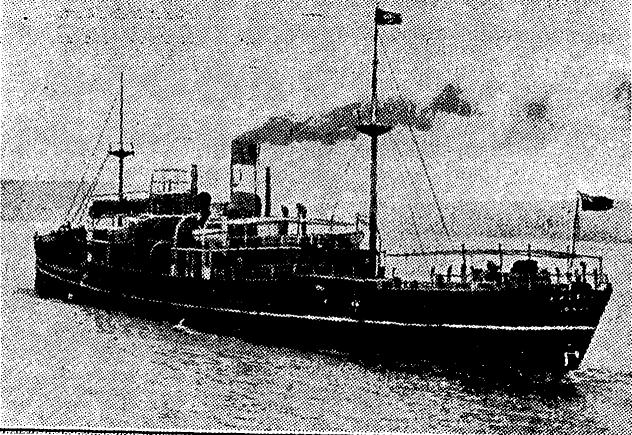
Die Arcwear auf ihrer Probefahrt

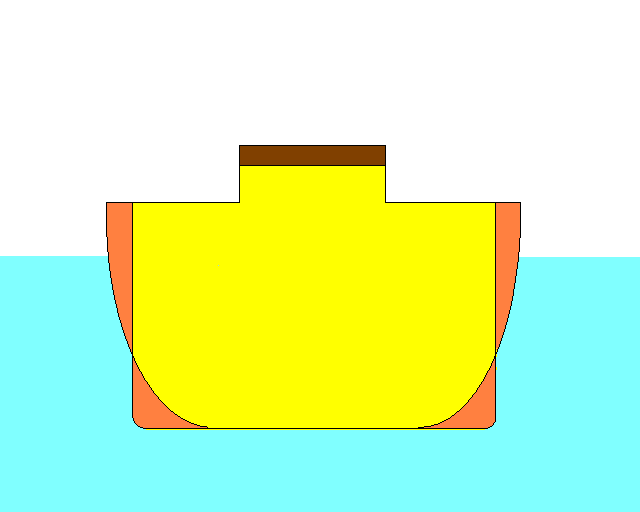
Hauptspantvergleich eines Standardschiffs mit dem von Isherwood entwickelten Arcform-Schiff. Die im Vergleich zum Standardschiff im Kimmbereich stärker eingezogene und an den Seiten stärker ausfallende Rumpfform ist orange markiert.

Die Arcform, auch Arc-Form (englisch für: „Bogenform“), war eine 1932 von Joseph Isherwood patentierte Rumpfform für Stückgutschiffe, bei welchem, der Schiffsboden, insbesondere im mittleren Bereich des Schiffes, relativ weit innen in den Kimmgang überging und von dort in einer strakenden Bogenform in den Bereich der Schiffsseiten weiter nach oben führte. Der Rumpfquerschnitt ähnelte einem der Form eines Weinfasses. Die größte Breite der Arcform-Schiffe war kurz unterhalb der Wasserlinie und lag etwa ein Zehntel über der eines herkömmlichen Schiffs derselben Größe. Diese Bauform sollte, außer einer höheren Schiffsstabilität im beladenen Zustand und einer gewünscht geringeren Anfangsstabilität bei einem unbeladenen Schiff, einen geringeren Reibungswiderstand hervorrufen.
Erste nach diesem Prinzip gebaute Schiffe waren die beiden 1933/34 gebauten Schiffe Arcwear und Arctees. Einige weitere Trockenfrachter und zwei Tanker für die Socony-Vacuum Oil Company wurden noch gebaut, das System setzte sich jedoch aufgrund seiner schlechteren Seegangs- und Handlingeigenschaften, sowie der ungünstigeren Raumausnutzung verbunden mit dem erheblich größeren Bauaufwand nicht durch.